# Charles Foster
Pour les articles homonymes, voir Charles Foster (homonymie) et Foster.
Charles Wayne Foster  (né le 2 juillet 1953 à Greensboro (Caroline du Nord) et mort le 31 mars 2019) est un athlète américain, spécialiste du 110 mètres haies.

## Biographie
Étudiant à l'université du centre de la Caroline du Nord de Durham, Charles Foster se révèle en 1974 en remportant les championnats NCAA et les championnats de l'Amateur Athletic Union, son premier titre national majeur. En 1975 à Rome, il s'adjuge le titre du 110 m haies des Universiades d'été dans le temps de 13 s 83. Il participe l'année suivante aux Jeux olympiques de 1976, à Montréal, où il termine au pied du podium derrière Guy Drut, Alejandro Casañas et Willie Davenport. Il établit à cette occasion la meilleure performance chronométrique de sa carrière sur la distance en 13 s 41.
Il s'adjuge son deuxième titre national sur 110 m haies en 1977 en terminant ex æquo avec son compatriote James Owens. Sélectionné dans l'équipe des États-Unis lors de la première Coupe du monde des nations, à Düsseldorf en Allemagne, Foster se classe troisième de l'épreuve du 110 m haies, derrière Thomas Munkelt et Alejandro Casañas. Il remporte la médaille de bronze des Jeux panaméricains de 1979, à San Juan (Porto Rico).

### Palmarès
| Date | Compétition                | Lieu       | Résultat | Performance |
| ---- | -------------------------- | ---------- | -------- | ----------- |
| 1975 | Universiade                | Rome       | 1er      | 13 s 83     |
| 1976 | Jeux olympiques            | Montréal   | 4e       | 13 s 41     |
| 1977 | Coupe du monde des nations | Düsseldorf | 3e       | 13 s 51     |
| 1979 | Jeux panaméricains         | San Juan   | 3e       | 13 s 56     |

### Records
| Épreuve     | Performance | Lieu     | Date            |
| ----------- | ----------- | -------- | --------------- |
| 110 m haies | 13 s 41     | Montréal | 28 juillet 1976 |